# Jacek Kurzępa
Jacek Sławomir Kurzępa (ur. 5 października 1961 w Świebodzinie) – polski polityk, socjolog, instruktor harcerski, nauczyciel akademicki i samorządowiec, poseł na Sejm VIII i IX kadencji.

## Życiorys
Absolwent pedagogiki opiekuńczej w Wyższej Szkole Pedagogicznej im. Tadeusza Kotarbińskiego w Zielonej Górze (1989). Doktoryzował się w 1996 na Wydziale Humanistycznym Uniwersytetu Mikołaja Kopernika w Toruniu w zakresie pedagogiki na podstawie pracy pt. Deprywacja współczesnej młodzieży – fenomen „Jumy”. Później zaczął specjalizować się w dziedzinie socjologii (w tym socjologii młodzieży i wychowania), uzyskał stopień doktora habilitowanego.
W 1982 jako przedstawiciel ZHP wszedł w skład Tymczasowej Wojewódzkiej Rady Koordynacyjno-Programowej Patriotycznego Ruchu Odrodzenia Narodowego w Zielonej Górze. Został instruktorem Związku Harcerstwa Rzeczypospolitej w stopniu harcmistrza, był współzałożycielem 1 DSH „Trop” oraz komendantem Wielkopolskiej Chorągwi Harcerzy ZHR.
Był zawodowo związany z macierzystą uczelnią i następnie z Instytutem Socjologii Uniwersytetu Zielonogórskiego. Prowadził wykłady w Akademii Pedagogiki Specjalnej im. Marii Grzegorzewskiej w Warszawie, Wyższej Szkole Biznesu w Gorzowie Wielkopolskim i Akademii Humanistyczno-Ekonomicznej w Łodzi. Zatrudniony również w Szkole Wyższej Psychologii Społecznej, przekształconej następnie w SWPS Uniwersytet Humanistycznospołeczny, gdzie również został profesorem nadzwyczajnym w Instytucie Nauk Społecznych. Wykładał również w Wyższej Szkole Kryminologii i Penitencjarystyki w Warszawie. Współtworzył i zaangażował się w działalność stowarzyszenia Matecznik Pomocniczości i Dobroci. Prowadził także firmę zajmującą się ekspertyzami socjo-psycho-edukacyjnymi. Koordynował projekty badawcze dotyczące sytuacji młodzieży realizowane przez Collegium Balticum – Akademię Nauk Stosowanych w Szczecinie oraz Akademię Zamojską.
Był działaczem Akcji Wyborczej Solidarność, zasiadał z jej listy od 2001 do 2002 w sejmiku lubuskim I kadencji. Wstąpił do Prawa i Sprawiedliwości. Stanął na czele struktur tej partii w Krośnie Odrzańskim i wszedł w skład jej rady politycznej. Bez powodzenia kandydował z listy PiS do Sejmu w 2007 i 2011. W 2010 i 2014 był wybierany na radnego powiatu krośnieńskiego. Do 2012 sprawował stanowisko przewodniczącego rady powiatu. Objął funkcję koordynatora regionalnego Ruchu Społecznego im. Prezydenta Rzeczypospolitej Polskiej Lecha Kaczyńskiego. Został też członkiem Akademickiego Klubu Obywatelskiego im. Prezydenta Lecha Kaczyńskiego w Poznaniu.
W wyborach parlamentarnych w 2015 ponownie kandydował do Sejmu w okręgu lubuskim. Uzyskał mandat posła VIII kadencji, otrzymując 5486 głosów. W wyborach w 2019 nie uzyskał poselskiej reelekcji. W tym samym roku przewodniczący Komitetu do spraw Pożytku Publicznego Piotr Gliński powołał go w skład Rady Dialogu z Młodym Pokoleniem, a w 2021 – w skład Rady Działalności Pożytku Publicznego. W styczniu 2020 został posłem IX kadencji, zastępując powołanego na urząd wojewody lubuskiego Władysława Dajczaka. W wyborach w 2023 nie został wybrany do Sejmu kolejnej kadencji. W 2024 uzyskał mandat radnego sejmiku VII kadencji.

## Odznaczenia
- Złoty Medal Reipublicae Memoriae Meritum (2023)[29]